# Siergiej Liniewicz
Siergiej Gieorgiewicz Liniewicz (ros. Сергей Георгиевич Линевич, ur. 29 października 1959 w Rosji) – rosyjski dyplomata, Naczelnik Wydziału w Trzecim Europejskim Departamencie MSZ Rosji (od 2016 roku), Konsul Generalny Federacji Rosyjskiej w Krakowie (od 2019 roku).

## Życiorys
W 1984 roku ukończył Moskiewski Państwowy Institut Stosunków Międzynarodowych. Posługuje się czterema językami: rosyjskim, angielskim, niemieckim, a także w języku urdu. W służbie dyplomatycznej jest od 1983. Zajmował różne stanowiska dyplomatyczne w centralnym aparacie Ministerstwa i za granicą. Pierwszy raz odwiedził Kraków w 2016. W sierpniu 2019 objął tam stanowisko Konsula Generalnego. 19 września 2019 spotkał się z Prezydentem Krakowa Jackiem Majchrowskim.